# Vápeč (národní přírodní rezervace)
Vápeč je národní přírodní rezervace na Slovensku v chráněné krajinné oblasti Strážovské vrchy na vrchu Vápeč. Leží ve správních územích obcí Horná Poruba a Košecké Podhradie v okrese Ilava v Trenčínském kraji. Vyhlášena byla v roce 1993 a má rozlohu 75,38 hektaru. Předmětem ochrany jsou odkryvy dolomitu a vápence s vápnomilnou xerotermní vegetací se zastoupením rostlin čeledi vstavačovitých.